# Rummikub
Rummikub ist ein Spiel ähnlich dem Kartenspiel Rommé – speziell der Spielvariante Räuber-Rommé – nur dass es mit Zahlenplättchen gespielt wird. Das in den 1930er Jahren von Ephraim Hertzano erfundene Spiel erschien in Deutschland erstmals 1980 bei Intelli und Arxon und erhielt im selben Jahr den Kritikerpreis der Jury Spiel des Jahres. Weltweit wurde das Spiel in 52 Ländern mehr als 60 Millionen Mal verkauft und gilt als das drittmeist gespielte Familienspiel weltweit. Das Spiel ist das weltweit bestverkaufte Zahlenlegespiel und das am meisten exportierte Spiel aus Israel.

## Geschichte
Ephraim Hertzano war ein rumänischer Kaufmann, der Zahnbürsten, Kämme und andere Accessoires aus Kunststoff herstellte sowie weitere Kosmetikartikel verkaufte. Er und seine Frau Hanna erfanden das Spiel Anfang der 1930er Jahre. Weil Spielkarten zu dieser Zeit in Rumänien verboten waren, wurden Spielsteine mit farbigen Zahlen statt Farbsymbolen und Bildkarten verwendet. Für Hertzano war es nicht leicht, das Spiel herzustellen, da sowohl Plastik als auch Holz zu teuer erschienen. Als in Rumänien ein Flugzeug mit Komponenten aus Perspex (Plexiglas, PMMA) zerlegt wurde, entschloss er sich, dieses Material zu verwenden, und stellte sein erstes Romméspiel mit Spielsteinen her. Nach verschiedenen Spielerunden wurde das Spiel bekannter und Freunde und Verkäufer fragten danach. Regeln und Spielsteine wurden verbessert und das Spiel 1950 schließlich Rummikub genannt. 
In den 1950er Jahren emigrierte Hertzano nach Israel, wo er Rummikub in Handarbeit herstellte. Anfangs verkaufte er nur ein paar Dutzend Spiele im Jahr. Er lud regelmäßig Nachbarn, Ladenbesitzer und Verkäufer zu Spieleabenden ein, sodass auch hier die Nachfrage nach dem Spiel stieg. 1977 war Rummikub das bestverkaufte Spiel des Jahres und wurde international vermarktet. 
Mariana und Micha Hertzano, die Kinder von Ephraim Hertzano, gründeten 1978 in Israel die Firma Lemada Light Industries, die bis heute Lizenzinhaber von Rummikub ist. Die Firma ist auch heute noch im Familienbesitz von Hertzano.
Heute wird Rummikub in Deutschland von Jumbo, in der Schweiz von Carlit und in Österreich von Piatnik vertrieben. In den USA vertreibt Goliath das Spiel.

## Spielablauf

### Ziel des Spiels
Das Ziel des Spieles ist es, die 14 Spielsteine, die man zu Beginn des Spiels erhält, abzulegen. Das Ablegen von Spielsteinen ist, genau wie beim ähnlichen Kartenspiel Rommé, nur in bestimmten Kombinationen möglich. Der Spieler, der als Erster all seine Spielsteine abgelegt hat, ist der Gewinner der Runde. Er erhält den Wert der Summe der nicht abgelegten Spielsteine der anderen Mitspieler als Pluspunkte.
Ein weiteres Spielziel ist, den Wert der nicht abgelegten Spielsteine so gering wie möglich zu halten, da diese Punkte nach Beenden einer Runde dem jeweiligen Spieler als Minuspunkte aufgeschrieben werden.

### Verlauf
Das Spiel wird – je nach Anzahl der Teilnehmer – mit einem oder mehreren Sätzen von Spielsteinen gespielt. Jeder Satz enthält 106 Steine mit den Zahlen 1 bis 13, die in vier Farben (Schwarz, Blau, Rot und Orange) eingefärbt jeweils doppelt vorkommen, sowie zwei zusätzliche Joker.
| Straße: | 9 10 11 12 |
| Gruppe: | 7          |
Zu Beginn liegen alle Spielsteine verdeckt in der Mitte des Tisches. Nun zieht jeder Spieler eine festgelegte Anzahl Spielsteine, meist 14. Der erste Spieler versucht, ähnlich wie beim Rommé, „herauszukommen“, indem er eine gewisse Mindestzahl an Steinen, meist 30 Punkte, ablegt. Es können entweder Straßen, das heißt aufeinanderfolgende Spielsteine derselben Farbe, oder Gruppen, also Steine gleichen Wertes unterschiedlicher Farbe abgelegt werden. Es müssen jedoch immer mindestens drei Steine zusammenliegen. Kann man nicht ablegen, nimmt man einen Stein vom Tisch auf. Der Joker kann dabei ohne Einschränkung jeden Stein ersetzen und zählt dessen Wert. Gelegentlich wird auch dem Joker ein fester Wert zugeordnet.
Beispiel
| Bereits ausgespielte Steine: | 3 4 5       |
| Eigene Spielsteine:          | 2 5         |
| Rekombiniertes Ergebnis:     | 2 3 4 und 5 |
Jeder Spieler, der „herausgekommen“ ist, kann sich seiner weiteren Steine auch entledigen, indem er bei Mitspielern anlegt oder auch eine Rekombination von Steinen auf dem Tisch vornimmt. Beispielsweise könnte er bei einer Reihe von vier Steinen einen wegnehmen, um mit zwei passenden eigenen eine neue Straße zu eröffnen. Es müssen nur zwei Bedingungen erfüllt sein: Er darf keinen Stein, der einmal ausgelegt wurde, wieder aufnehmen, und es dürfen am Ende jedes Zuges nur gültige Straßen und Reihen von je mindestens drei Steinen auf dem Tisch liegen.

### Ende des Spiels
Eine Runde endet, wenn ein Spieler keine Steine mehr hat. Die Werte aller Steine, die die anderen Spieler noch haben, werden addiert und dem jeweiligen Spieler als negative, dem Sieger der Runde als positive Punkte gutgeschrieben. Der Joker zählt dabei 30 Punkte.
Es können beliebig viele Runden gespielt werden. Nach Lust und Laune oder nach vorher festgelegter Rundenzahl (im Idealfall, wenn alle Spieler gleich oft angefangen haben) wird das Spiel beendet. Der Spieler mit der höchsten Punktzahl gewinnt.

## Weltmeisterschaft
Seit 1991 wird alle drei Jahre eine Rummikub-Weltmeisterschaft ausgetragen. Im ersten Jahr waren zwölf nationale Meister anwesend. 2006 spielten Teilnehmer aus 31 Nationen um den Rummikub-Weltmeistertitel. Der Japaner Masato Kuwabara hat sowohl die Meisterschaft 1991 als auch 2003 gewonnen. Viermal kamen die Sieger aus den Niederlanden.
Seit 2011 gilt die Regel, dass, wenn mehrere Spiele gespielt werden, die komplett vergebenen Punkte zusammengezählt werden und anschließend durch die Anzahl der Spiele geteilt wird. 
Dieser Wert wird am Ende mal den einzelnen Teilsiegen genommen und vom jeweiligen Endpunktestand abgezogen. 
Der Spieler, der nun am wenigsten Punkte hat, gewinnt. 
| Jahr | Ort                                   | Länder | Sieger             | Nation      |
| ---- | ------------------------------------- | ------ | ------------------ | ----------- |
| 1991 | Jerusalem, Israel                     | 12     | Masato Kuwabara    | Japan       |
| 1994 | Schiff auf dem Rhein (CH, FR, DE, NL) | 20     | Nehad Zahran       | Ägypten     |
| 1997 | England, Vereinigtes Königreich       | 24     | Peter Mentzij      | Niederlande |
| 2000 | Paris, Frankreich                     | 24     | Carla van Perlo    | Niederlande |
| 2003 | St. Moritz, Schweiz                   | 26     | Masato Kuwabara    | Japan       |
| 2006 | Maastricht, Niederlande               | 31     | Jacqueline Beekman | Niederlande |
| 2009 | Marbella, Spanien                     | 32     | Andréa Papazissis  | Brasilien   |
| 2012 | Taormina, Italien                     | 32     | Matthijs Delvers   | Niederlande |
| 2015 | Berlin, Deutschland                   | 32     | Kouzo Saito        | Japan       |
| 2018 | Jerusalem, Israel                     | 33     | Numajiri Kouhei    | Japan       |

## Varianten
Es existieren einige Varianten dieses Spieles, unter anderem „Rummikub Fortuna“ und „Rummicub Reise“ sowie eine anspruchsvolle, an Scrabble erinnernde Version „Wort-Rummikub“, ein Buchstabenspiel nach dem Kreuzworträtselprinzip, bei dem durch Buchstabenplättchen Wörter zu bilden sind, die dann ebenfalls erweitert werden können. 2002 erschien mit „Original Würfel Rummikub“ eine Spielvariante, in der die Spielsteine durch Würfel ersetzt wurden. 2009 folgte mit „Rummikub Junior“ eine vereinfachte Variante für Kinder ab 4 Jahren, in der zusätzliche aufgedruckte Symbole eine einfachere Zuordnung der Werte von 1 bis 13 und zugleich das Lernen von Zahlen und Zahlenketten ermöglichen. 2010 erschien mit „Rummikub 8 Round Rummy“ eine Variante mit Spielkarten. Der Ablauf wurde insofern verändert, als dass anstelle von Spielsteinen abzulegen, Karten anhand bestimmter Aufgaben wie z. B. Farbkombinationen oder Zahlenreihen auf der Hand gesammelt werden müssen. 2017 folgte mit „Rummikub Twist“ eine Spielvariante mit drei neuartigen Jokern, die mittels Doppel-, Farbwechsel-Joker und Spiegel-Jokers, das Grundspiel abwechslungsreicher gestalten.
Es ist dem mit vergleichbaren Regeln ausgestatteten türkischen Spiel namens Okey ähnlich, stammt aber entgegen anderen Behauptungen nicht von diesem ab.
Man kann Rummikub auch mit zwei gewöhnlichen 52er Kartensätzen spielen, man muss lediglich vier Joker entfernen. Bube, Dame, König und Ass ersetzen die Werte 11, 12, 13 und 1. Das Spiel nennt man dann auch „Räuber-Rommé“.